# 直-10
直-10（Z-10），绰号霹靂火，是由中国航空工业集团直升机设计研究所设计、昌河飞机工业公司制造、装备中国人民解放军陆军航空兵的中型雙發攻击直升机。直-10主要任务为战场火力支援，其拥有多个挂点和复式挂架，可挂机枪、机炮、火箭弹、反坦克导弹、空对空导弹等各类武器；此外，直-10采用了一定隐身设计，具有较小的雷达散射截面。该机具备全天候全时域信息化超低空多机多目标协同作战、对地对空精确打击的能力，可与直-19形成梯次搭配，共同构成陆航部队对地攻击、对空攻击、火力支援的核心力量。直-10于2012年珠海航展上首次公开。
该型直升机在民间被讹传为“武直-10（WZ-10）”，而事实上航空工业军用直升机名称均以“直（Z）”字开头，“直-10（Z-10）”为航空工业和解放军所赋予的正式代号，“WZ-10”為無偵-10無人機的英文代號，“FWZ-10”则为涡轴-10发动机的英文代号。

## 历史

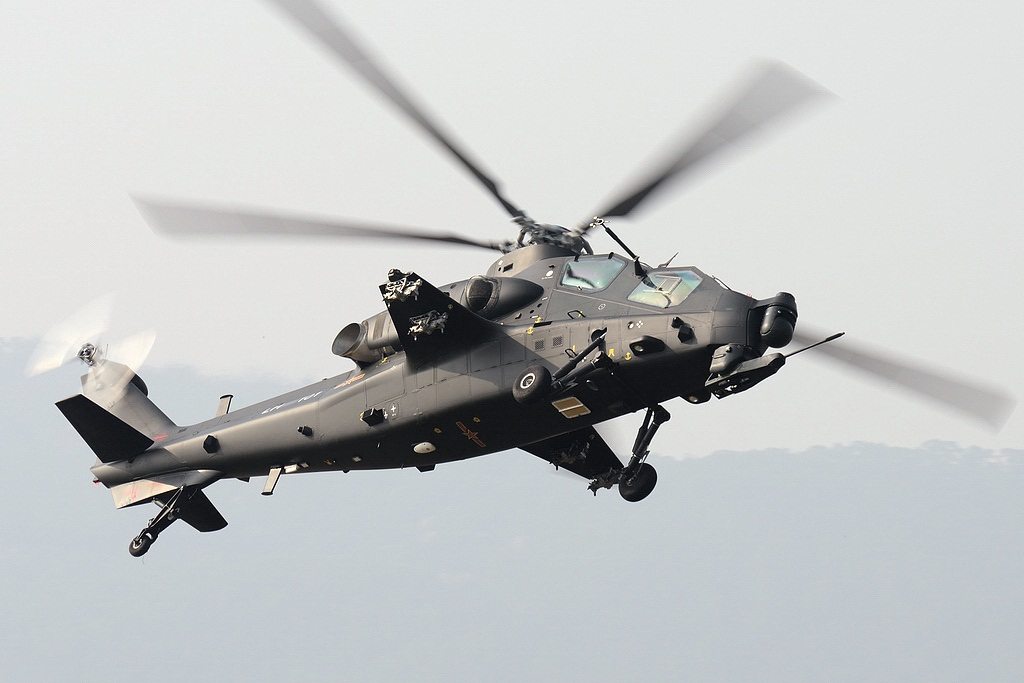
直-10于2012年珠海航展做飞行展示

直-10武裝直升机源自于1994年启动的中型直升机项目，并于1998年的专武项目正式开始研制。该飞机的初步设计由卡莫夫设计局提供，原型机由中国航空工业集团602飞机设计院负责。直-10于2010年进入中国陆军航空兵服役。

### 研製背景
1988年1月，中国人民解放军陆军成立了陆航部队。当时，该部队主要使用从中国人民解放军空军调来的直升机，包括国产的直-5，从苏联进口的米-4和米-8，以及从法国购买的法国小羚羊直升机等。而到了20世纪80年代中期，中国决定研制专用的武装直升机。中国和西方的短暂蜜月期为中国提供了评估A129直升机、AH-1眼镜蛇直升机和BGM-71导弹的机会。然而，六四事件和武器禁运阻止中国继续大量购买西方武备的计划。尽管如此，同时期中国还是成功进口了多种直升机型号，并获得了其中一些型号的本地生产的许可，其中包括超黄蜂的国产版直-8 、海豚直升机的国产版直-9，从美国购买的S-70黑鹰，从俄罗斯购买的米-17，以及从法国宇航公司购买的AS332超级美洲狮直升机等。
在建立陆航部队前，解放军内部存在关于陆军和空军哪个部队应该操作武装直升机的争论。最终确定了陆军应部署武装直升机。陆军按计划改造了直-9作为武装直升机。使用直-9WA武装直升机的经验，帮助陆军确定了未来专用武装直升机平台的性能需求，而这些需求成为了中航工业设计直-10的模板。

### 研发历程
直-10是于1992年由中国40余家相关院所立项开发，作为中國陆军“9·5”计划的重点攻关项，得到军方总装部领导的重视，总装部副部长徐怀中中将就曾經数度到该公司视察项目进度。1998年，直-10由昌河飞机工业公司602所與哈尔滨飞机制造总公司共同負責研究及发展。

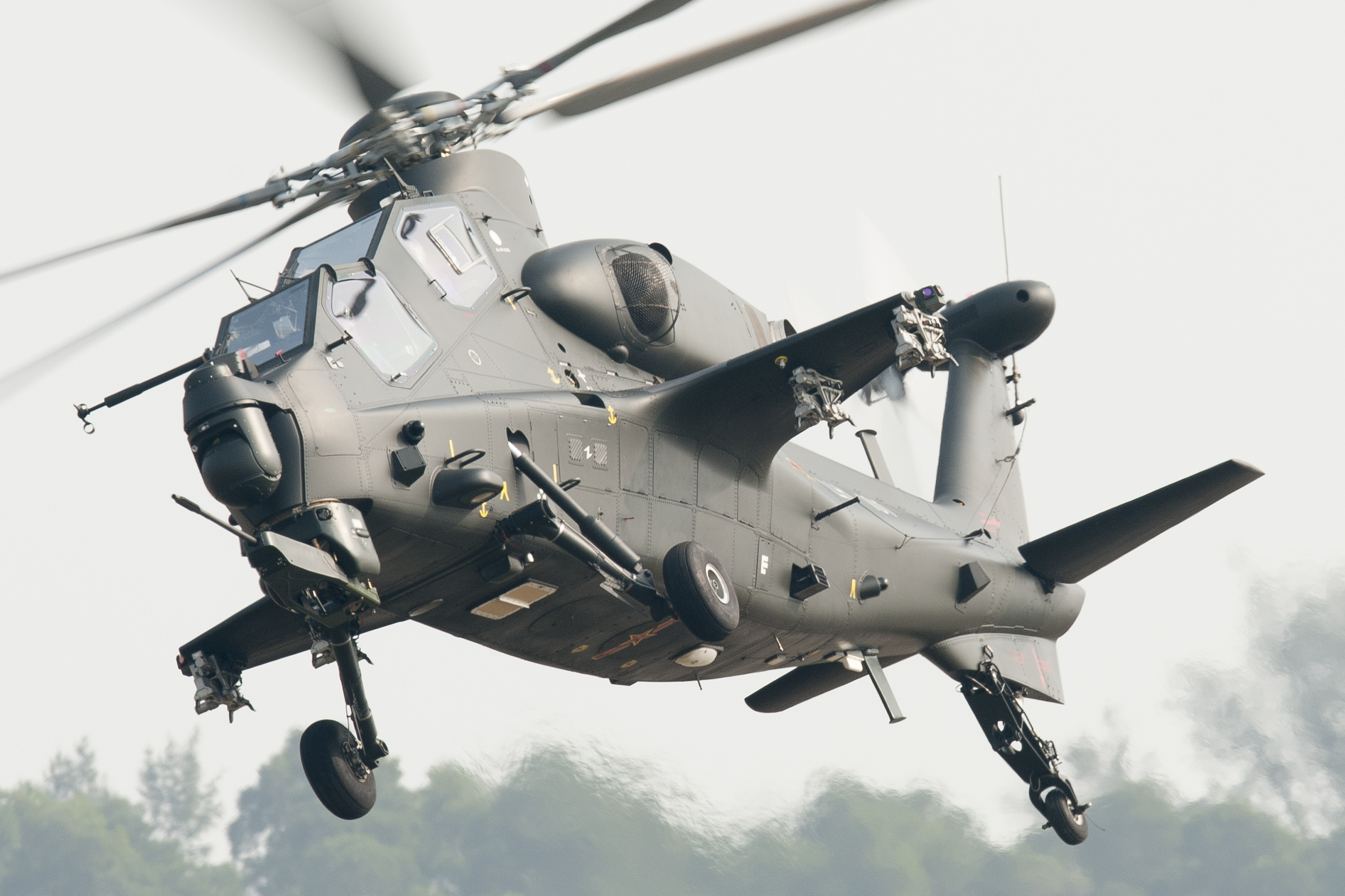
昌河直-10 亮相 2012 年中国航展

1994年，中航工业启动6吨级中型直升机项目，由602和608研究所牵头。该项目后来发展成为了直-20。
1995年，中国委托卡莫夫设计局设计了一款6吨级武装直升机，參與了此飛機早期的論證設計，内部代號“941工程”。941项目是公司內部受中方委託而募籌規劃的訂單，所以跟蘇聯的構型大異其趣，完全专注于中国陆军的需求。卡莫夫只参与了初步概念设计，而随后该概念设计交给了602所进行进一步开发，而卡莫夫未参与原型机的开发。。原設計師也表態出圖完成後，研製生產的環節已經與他們關係不大，而且聽聞原型機的問題很多，直到中國真的要量產的時候，反倒使俄羅斯工程界表態驚訝。基于卡莫夫的概念设计，中国工程师开发了数个原型机并对原型机进行了大量实验。之后，中航工业根据根据测试迭代了数个设计，这期间的设计改变包括修改机身形状，从而优化了雷达散射截面；改变发动机舱形状以适应涡轴-9发动机，还多次改变了发动机喷嘴布局。
在1990年代，中国还引入了一些西方直升机技术。1997年，中国引入了欧洲直升机公司的旋翼系统。1998年，中国与阿古斯塔韦斯特兰公司合作研制了传动系统。中国还从普惠加拿大公司和汉密尔顿桑德斯特兰公司处购买了PT6C-67C发动机和数字发动机控制系统。这两个公司后来因违反美国军品出口管制而受到美国政府的调查和处罚。
1998年，602所正式提出了专用武装直升机项目，也就是直-10项目。最初，直-10计划与中型直升机项目共用发动机，但随后两个项目的差距变得越来越大，而直-10的优先级大幅度提高。在美国政府切断普惠公司的发动机后，中国转而使用推力较小的国产替代品，也因此直-10需要进一步进行了减重。后来更换的发动机是国产的涡轴-9发动机。
《国际航空新闻》的戴维·唐纳德 (David Donald) 声称，直-10拥有一款通用发动机舱，可安装多种类型的发动机，包括乌克兰马达西奇TV3-117。然而，中国消息人士表示，TV3-117与直-10的发动机舱并不兼容，因为传动轴的方向有问题。直-10的原型机只安装过普惠或马基拉涡轴发动机，而最终版本使用了涡轴-9发动机。尽管初期型涡轴-9的功率劣于国际产品，但依旧选用国产发动机来避免受到制约。

### 交付与服役
2009年，直-10首次被交付予人民解放军，處於批量生产阶段。直-10座舱为串联式双座布局，前、后舱分别为负责操纵直升机和武装系统驾驶。该机最大航程680公里，作战半径260公里。直-10的服役结束了中国人民解放军陆军航空兵长期依赖直升机改型兼当武装直升机的历史，显著提高了解放军陆航突击与反装甲能力。
2011年1月下旬開始，直-10的照片大量地出现在网络上，包括新华网在内的一些主流中國媒体也登载了。在这些清晰度极高的照片中，可以看到直-10已经涂上了人民解放军陆军航空兵的深绿色涂装，并且带有以“LH”开头的编号，显示该机已经进入了陆军航空兵服役。
2011年初，《简氏防务周刊》报道中国已成功地为Z-10攻击直升机更换了名为渦軸-9（FWZ-9）的国产发动机。FWZ-9渦軸引擎由第608研究所研發。
2012年11月12日，直-10在第九屆中國國際航空航天博覽會中首次曝光。
2012年11月18日，中国中央电视台公布的军事新闻中，直-10已经正式加入现役，开始列装人民解放军陆军航空兵部队。
2016年10月4日，美国《战略之页》网报道称：“中国已经列装了100架以上的直-10武装直升机，陆军所有陆航旅团都将装备直-10。此举是为了使航空部队累积更多武装直升机的实际操作经验，并向全军表明，直-10终于来了。中国计划最终让解放军陆军装备3000架现代化的直升机，而其中超过500架是直-10。”
2017年俄國舉辦的「国际军事比赛-2017」的武裝直升機組直-10K勝過卡-52、米-28獲得優勝。
在實戰中，2022年，直-10曾數度護航多架次直升機隊飛越海峽中線。

### 後續研發與升級

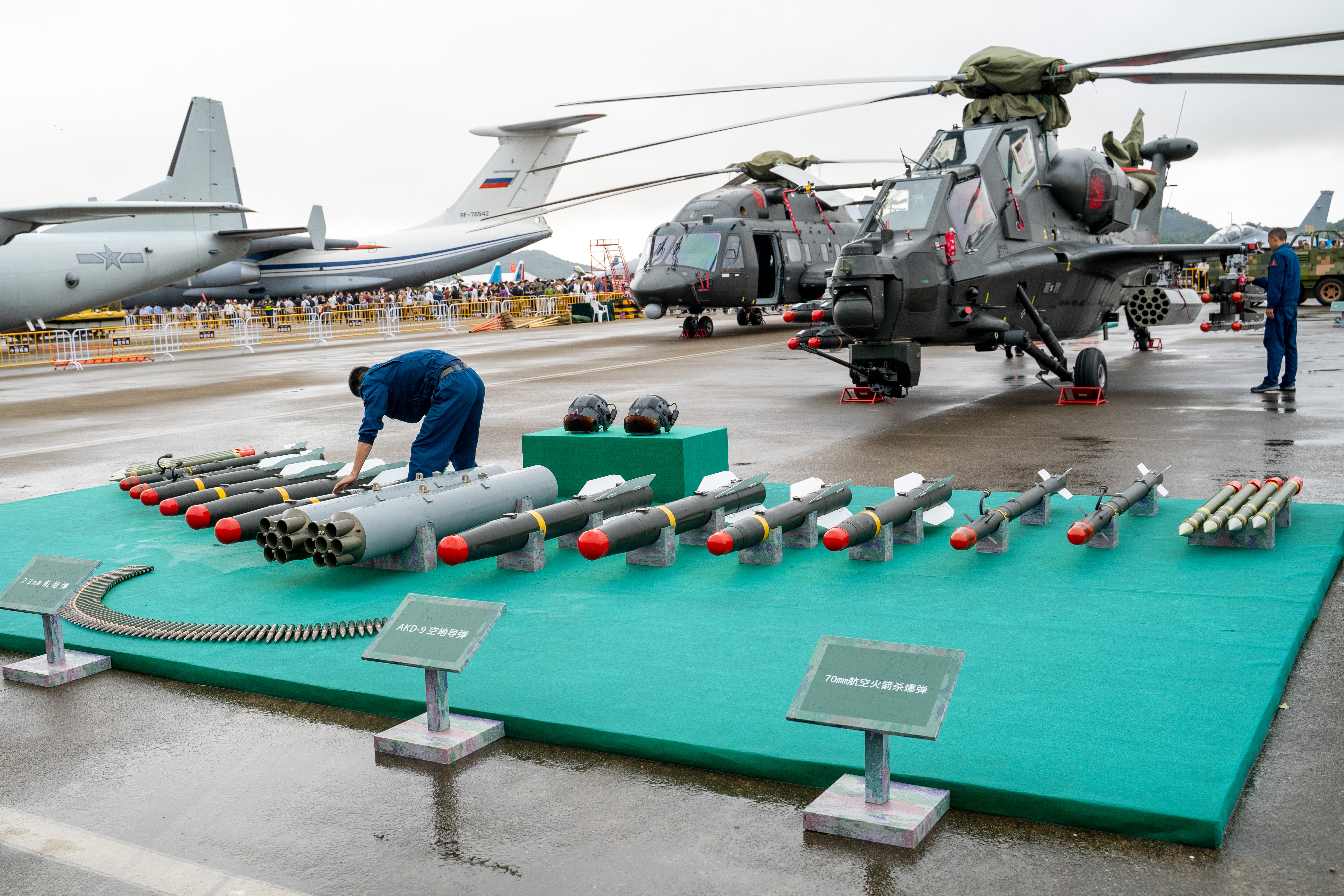
後期型直-10，配備有石墨烯裝甲板、紅外抑制噴口、新型發動機等

2015年，巴基斯坦陆军开始寻求眼镜蛇直升机的替代机型，直-10作为竞争机型之一参与竞标。中国提供给巴基斯坦三架直-10用于试验，但巴基斯坦最终没用选用直-10，而主要的原因在于涡轴-9在高原性能不足。竞标失败后，中航工业开始对直-10进行升级。
2018年，全新的原型机直-10ME-01问世，其配备了更大的弹仓容量、新型进气口过滤系统和新型的导弹逼近警告系统。同年，直-10ME于2018珠海航展發表，新改進包括配備主動和被動對抗裝備。直-10ME原型机还改装了推力达1,200 kW（1,600 shp）的涡轴-9C发动机，红外抑制喷口和石墨烯基装甲板等新设备。直-10ME具有全天候作戰能力，擁有空地、空空導彈，火箭彈、航炮等多種機載武器，可有效打擊敵方地面工事，裝甲和非裝甲移動目標，以及直升機等空中目標。
此后，解放军陆军国产直-10也逐渐升级为类似于直-10ME的升级版，配备1,200 kW（1,600 shp）发动机、石墨烯装甲板和红外抑制喷嘴。几年后，巴基斯坦军方重新决定购买直-10ME。

## 性能與設計

### 整體設計

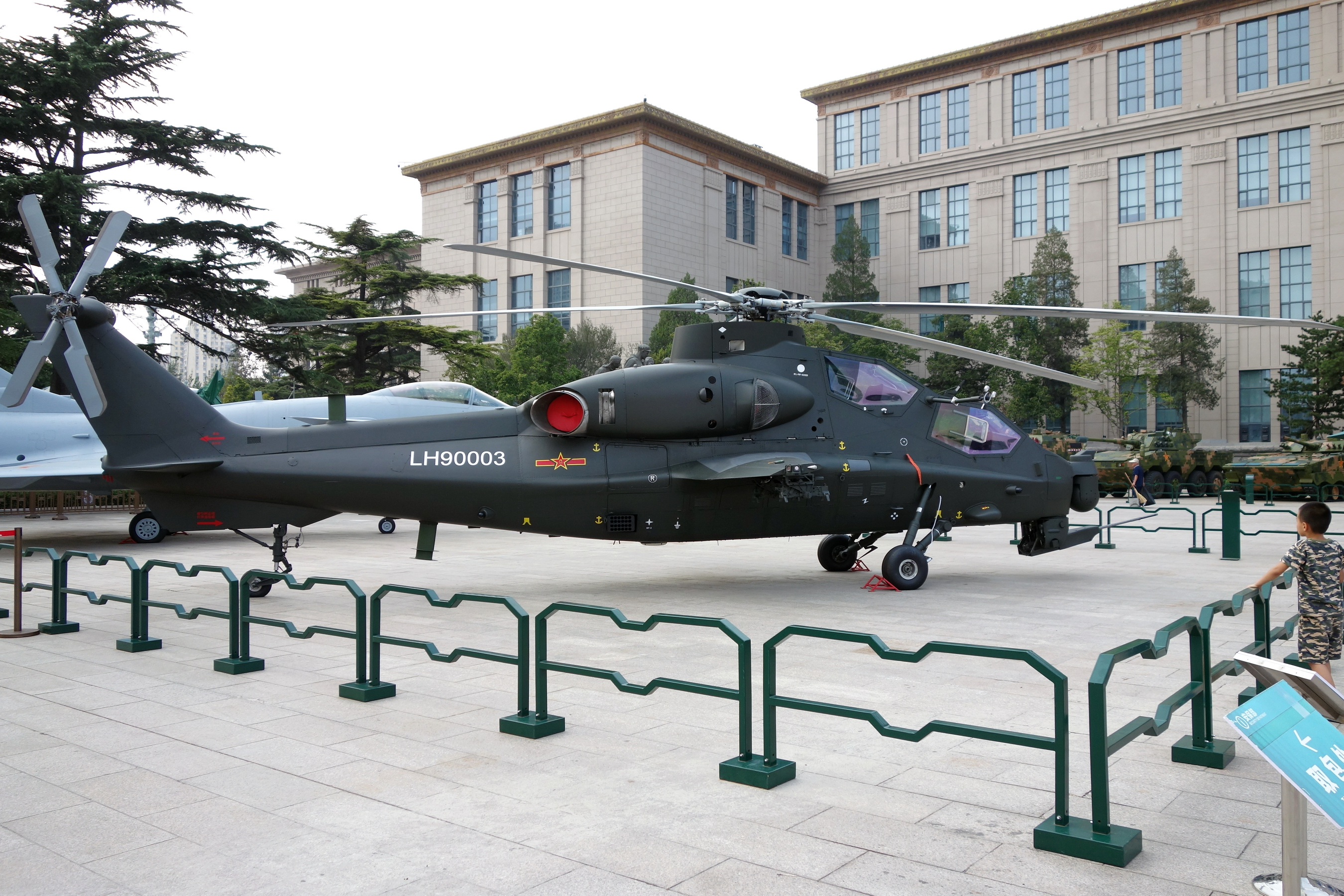
中国人民革命军事博物馆的直-10

直-10的机头为串联式双人座艙。直-10的机身在驾驶舱下方成流线型突起，并向后延伸，与短翼、尾梁融合，形成一个独特的脊线。该脊线将机身的上半部分和下半部分以向内傾斜的形式隔开。这种纤细的菱形结构不仅能确保结构强度，增加了设备的内部容量，还可以减少了正面投影轮廓和雷达截面积，既能减少受弹面积，也能降低被敌方雷达探测的几率。并且直-10的机身采用雷达吸波材料，可以进一步减少雷达反射，提供一定的隱形性能。
旋翼系统由机身顶部的一个半刚性五叶主旋翼和尾梁上的一个四叶旋翼组成。主旋翼采用了95KT複合材料，其翼型具有较大的弯度，翼尖后掠。這樣的設計可以缩短叶片整體长度、减少旋翼振动，並降低声学特征。直-10的尾桨由四个复合材料叶片组成，其形狀呈一定角度的十字形。該設計也是爲了降低噪音。直-10的桨叶均采用包裹了碳纤维的翼梁，并在外層采用蜂窝状复合材料蒙皮。這些材料確保旋翼可承受12.7 mm（0.50英寸）機槍的射擊。兩組旋翼還内置了除冰装置，可以提高直升機在恶劣天气下的飞行安全性。
直-10机身主要由铝合金制成，其中約三成的重量为复合材料。直-10的座舱由碳纤维包裹，座舱盖的玻璃為防彈玻璃，厚度38 mm（1.5英寸） 。座艙底部、發動機侧面以及油箱周围采用了增加了特殊保護層，由铝合金和凯夫拉制成。由于发动机功率的限制，直-10的早期型号爲了減重，以不牺牲结构强度、航程和有效载荷的狀況下，在設計上選擇优先保护关键区域，因此防護力并不全面。爲了提升受到攻擊后緊急著陸的安全性，机身底部加設复合材料层、加固起落架、油箱也有自封閉功能。在后期的改進型中，直-10在座艙侧面和引擎艙側面加裝了石墨烯装甲板，以进一步提高防护水平。
直-10的发动机进气口有一道金属网，這是爲了防止异物被吸入。出口的直-10ME還裝配了集成式颗粒分离器，用于在沙漠熱帶環境下防止鹽水、沙子和灰尘等有害固体颗粒進入發動機艙。直-10的发动机系统還配备了红外抑制系统，可将发动机排气与冷空气混合，從而降低直升机的红外特性。后来改進版的直-10還将发动机噴口从朝向側面排氣改爲向上排气，這樣的設計可以进一步减小直升機的热辐射信号。

### 推进系统

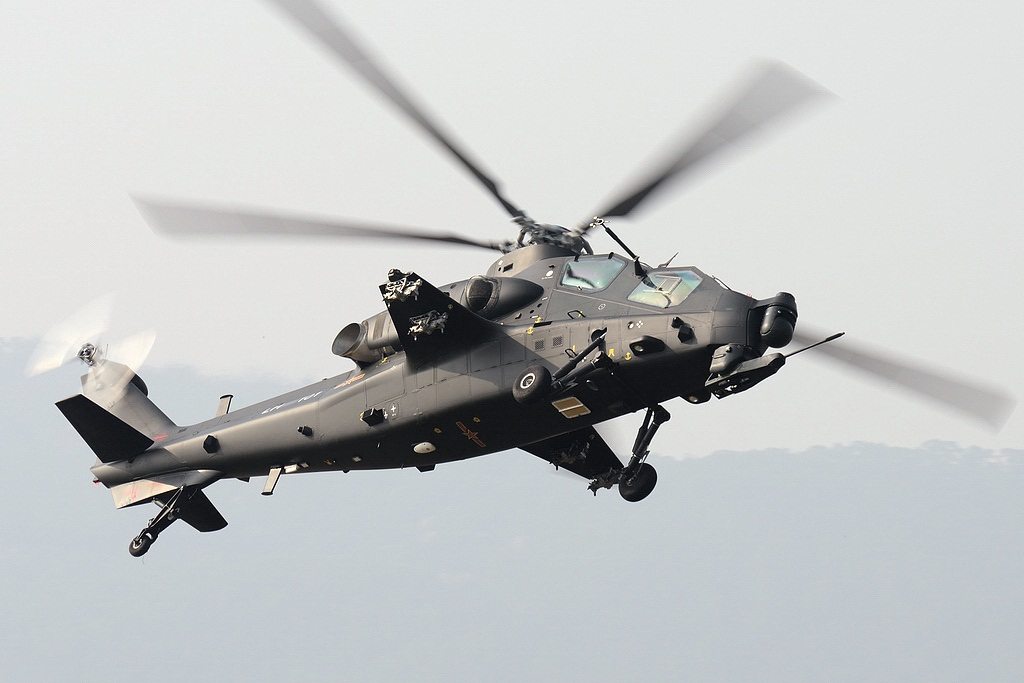
昌河Z-10

直-10的原型机裝配了两台加拿大普惠公司的PT6C-67C涡轴发动机。該發動機配備了全权限数字发动机控制系统，可提供最大持续功率1,142 kW（1,531 shp）。早期的量產型直-10采用中國國產的渦軸-9以及渦軸-9A发动机，僅能提供約爲957—1,000 kW（1,283—1,341 shp）的功率。由于涡轴-9发动机性能不如原型機的PT6C-67C，直-10經過了數次減重設計，而且无法满载16枚反坦克导弹。
中國在數年間持續投入資源，开发了多种發動機来升级直-10的動力。中航工業和欧洲一同研發了渦軸-16。此外，渦軸-9在後期升級为渦軸-9C，可以提供1,200 kW（1,600 shp）的最大功率。該發動機原先用於Z-10ME，中航工業也很快將其用于升级早期批次的直-10。WZ-9C 的推力比原版高出三成，可为直-10提供了充沛的動力，提升直升機的有效載荷。
直-10在設計上强调遠距離作战。在裝配涡轴-9A发动机時，直-10的最大飞行速度為290 km/h（160 kn），巡航速度為230 km/h（120 kn） ，其内油箱能為直升機提供800 km（430 nmi；500 mi）的航程，高於國際上的同級直升機。

### 航电设备

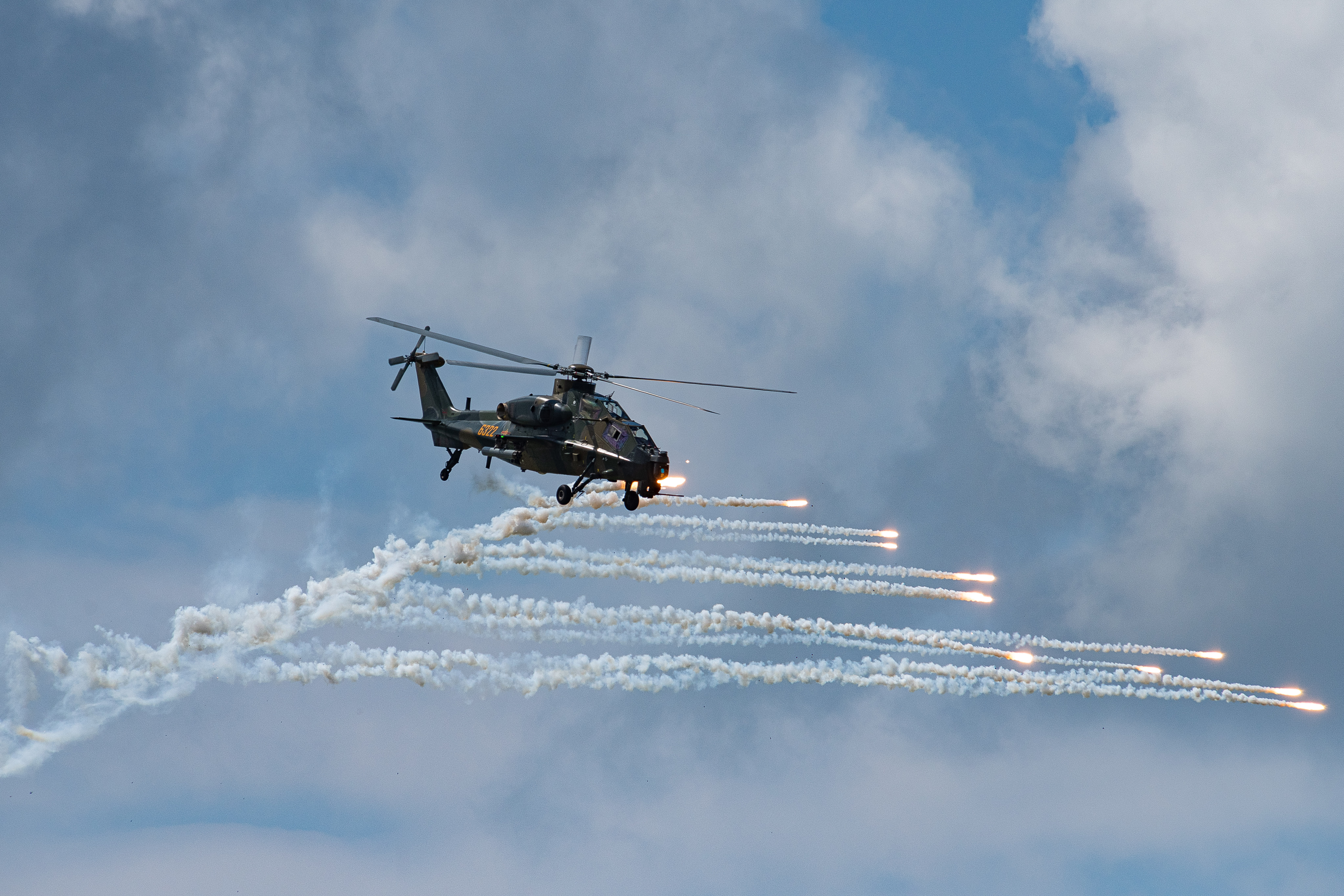
中国空军直-10K释放干扰措施

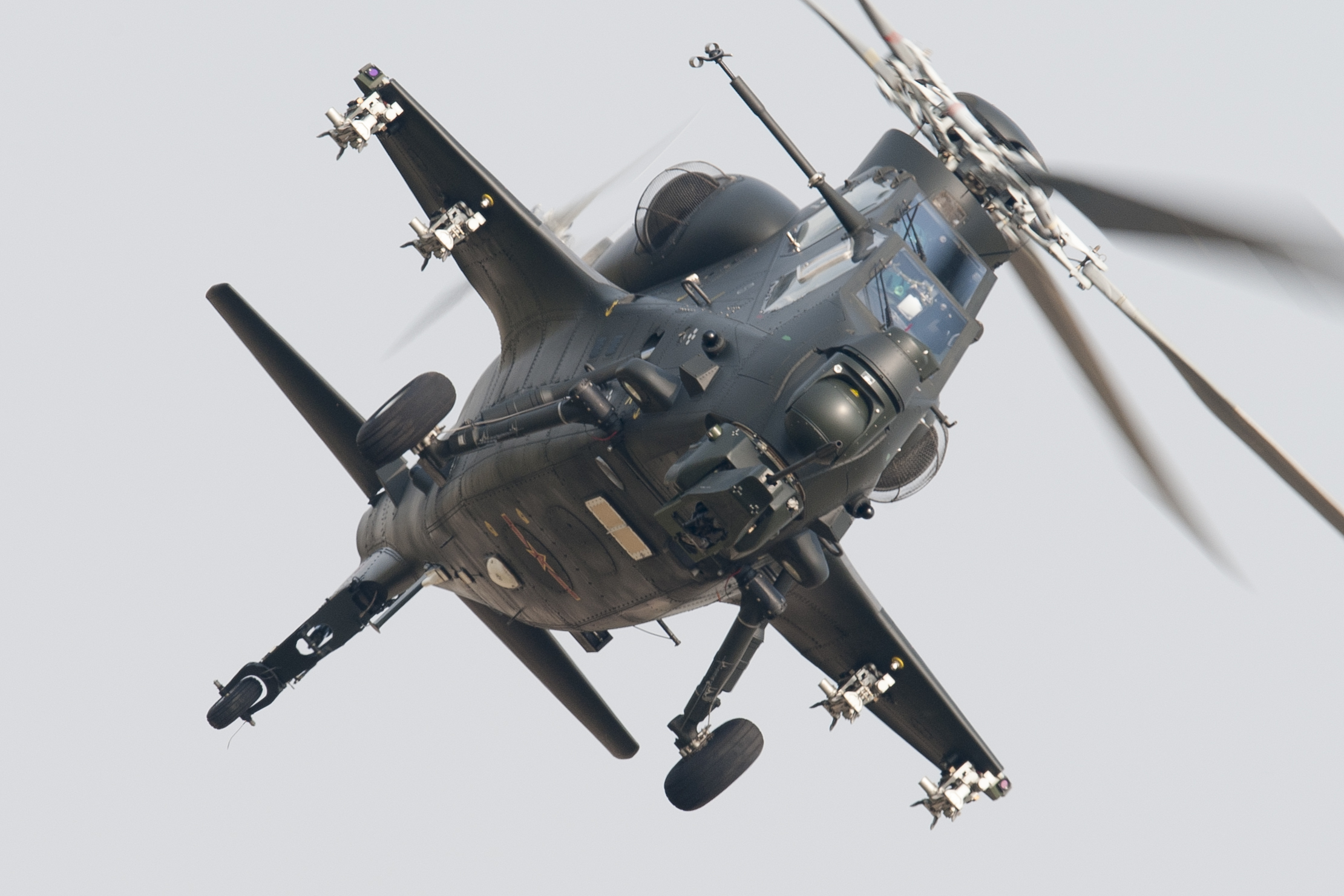
直-10有四个机翼下挂点。在机头部分和机翼边缘可以看到多种防御传感器

#### 自卫與干擾系統
直-10裝備了全方面的自卫系統，最核心的便是浴火-96电子战系统。該系統包括一套紅外綫警告系统、一套雷达警告接收器和一套激光警告接收机。這些告警系統與均干擾物发射器相连（機體每側最多裝兩個，整機最多裝備四個）。直升機在在探测到来袭导弹时會自動釋放熱誘彈和干擾箔条，也可以手動釋放。该系统在直-10ME上进行了升级。直-10ME-02采用了一種完全不同的航电系統，將電子對抗系統進行了集成。新的雷達和光電套件取代了之前分離安装的雷达和光电传感器。在直10-ME-02的機身上有數個主動式電子扫描阵列面板，而在短翼上則安装了两个光电裝置。该雷达陣列可進行被动信号探测、主動的目标搜索以及干扰功能，还可以取代导弹接近警告系統的功能。而全新的光电组件則集成了激光、红外线、紫外线预警功能，並加入了用於防禦紅外制導導彈的定向红外对抗系統（DIRCM）。

#### 雷達與光電系統
直-10的光電传感器位于机头，名爲WXG1006光電系統。这个球體装置内含前视红外传感器、白光電視傳感器、激光测距仪和激光指示器。直-10的火控系統由中国北方工业集团公司的研究所開發，该系统在硬件上與法国和以色列的光電系统類似，但軟件完全由中國自主研發。直-10可在主旋翼桅杆顶部安裝浴火毫米波雷达，該雷達可探测远距离目标以及烟雾、尘土后面的目标，并和機頭的光電系統互相補充。
直-10還裝有其他的航電設備，例如激光罗盘、雷達高度表、多普勒雷达、惯性导航系統、卫星导航系統和敌我识别系统。

#### 驾驶舱和仪表
阶梯式串联驾驶舱可容纳两名飞行员。前排主要控制飛行，后排飞行员主要負責操作武器系统。 两名飞行员有完全相同、互为备份的飞行仪表，兩人都可以駕駛飛機或操縱武器。驾驶舱内的飞行仪表高度數碼化、玻璃化，且兩人都配有电传飛控的总控與操纵（HOCAS）手置搖桿。每个飞行员的面前有两个LCD多功能显示屏和幾個用于显示其他信息的小顯示屏。前排飞行员的座艙内還有一個额外的全息平视显示器
每位飞行员有一頂头盔瞄准具，該頭盔类似于AH-64 阿帕奇上的综合頭盔瞄準系統（IHADSS）。直-10的头盔瞄准具与火控系統完全聯動，能顯示制导弹药、非制导弹药、机载导航的各項信息。飞行员通過轉動頭部來操纵光電轉頭和23 mm（0.91英寸）機炮，看向哪裏，機頭傳感器和機炮就指向哪裏，并且會自動鎖定，只需按下扳機就可命中目標。为了适应全天候作战，头盔护目镜上可以安装双筒夜视镜，該夜視鏡后来被集成式夜视系統取代。集成式夜视系統可以直接在护目镜内投射夜视图像。

#### 武器与载荷

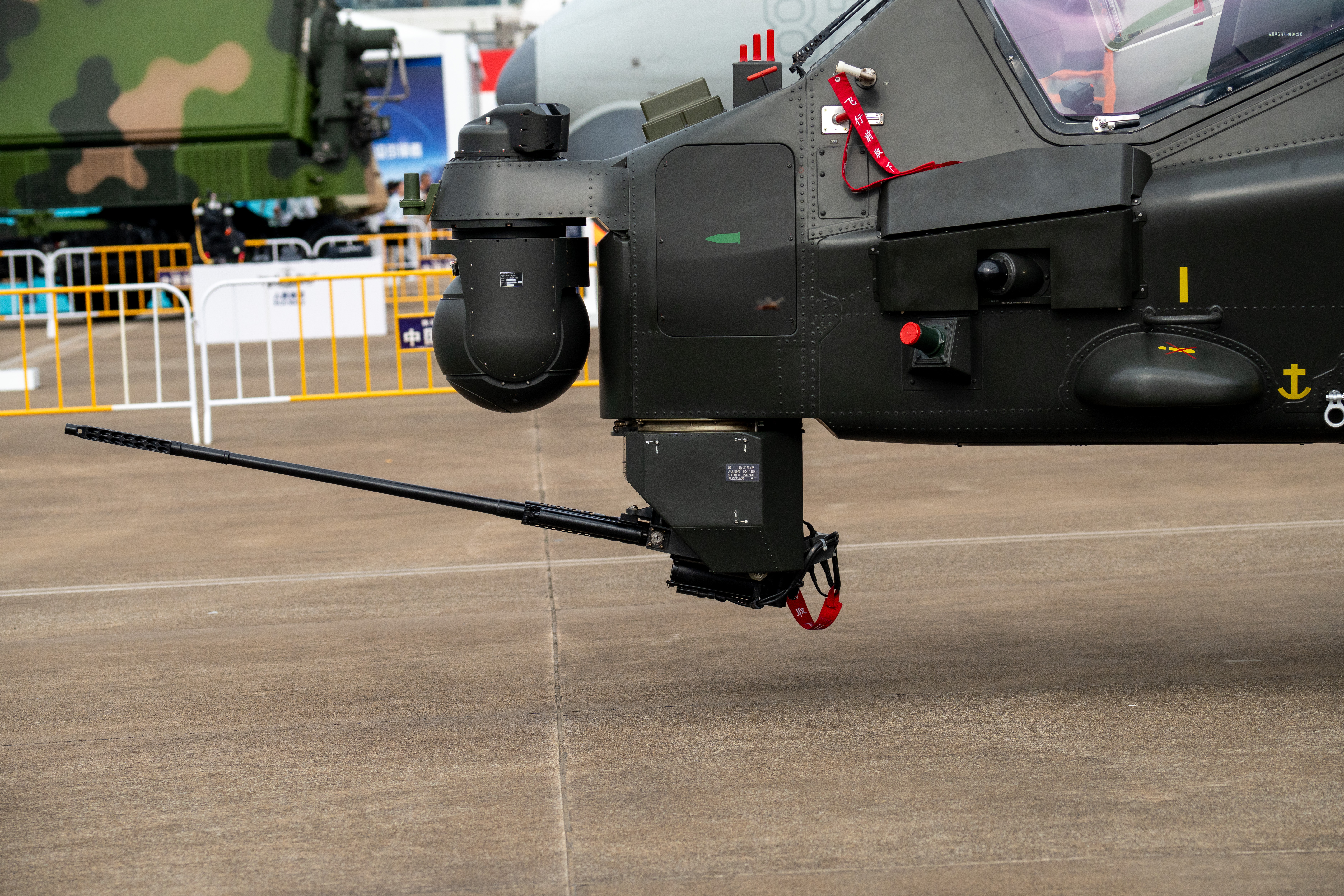
PX-10A型自动链炮

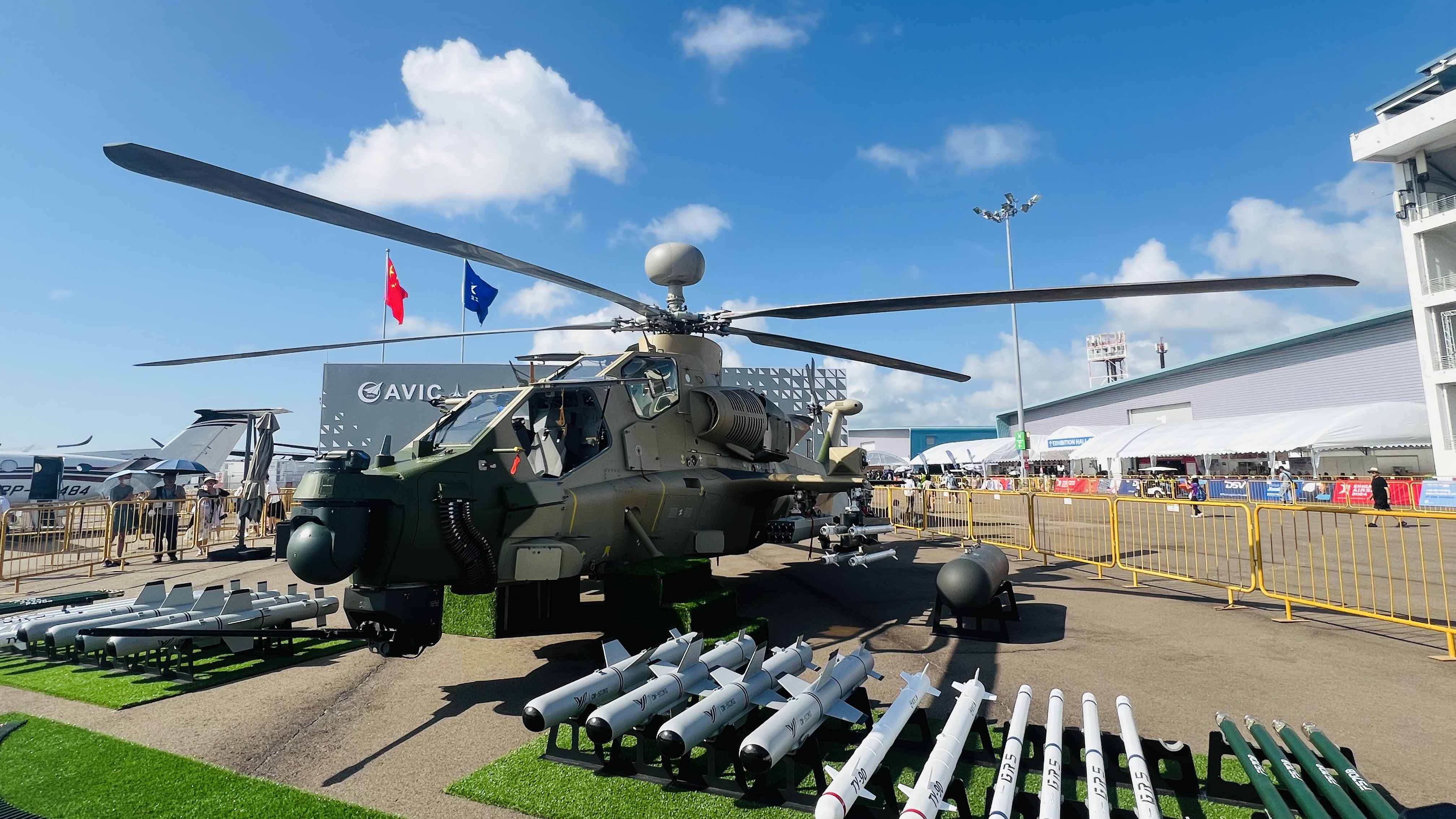
2024年新加坡航展上展示的Z-10ME

直-10拥有一套模块化的武器系统。该系统采用中國的GJV289A标准，類似於美國的MIL-STD-1553B数据总线。直-10可以隨意裝備中国、俄羅斯和西方国家的武器，包括各種機炮、火箭彈和炸彈和導彈。直-10的内置武器是一隻安装在飞机機頭下巴処的機炮。該機炮射界角度为180°。機體中部有两个短翼，可外挂多種導彈或机枪吊舱。每个短翼有两个挂点，整機总共四个。每个挂點多可携带4枚导弹，整架飛機最多可以携帶16枚导弹。
量产型直-10采用23 mm（0.91英寸）PX-10A型自动链炮，但直-10也可以選裝安装20 mm（0.79英寸），25 mm（0.98英寸），和30 mm（1.2英寸）機炮。其中一些是專門出口用，適配北約和蘇联武器的口徑。
直-10可部署的空对地导弹包括红箭-8、红箭-9、红箭-10、空地-9（AKD-9）和空地-10型（AKD-10）反坦克导弹。早期的空地-10型導彈采用半主动激光制导，而后期型号采用了毫米波导引头。直-10还可以发射配备毫米波/半主动激光双模制导引头的藍箭-21远程反坦克导弹。该导弹可A射B導，从直-10发射后，通过安装在友军平台上的毫米波雷达进行数据链接管与打擊。除了反坦克导弹外，直-10还可携带SW6空射型无人机、CM-501GA視距外空对地导弹、CM-501XA巡飞弹、ET60 324 mm（12.8英寸）轻型鱼雷。魚雷可以爲直-10提供了有限的海战能力。直-10還兼容天戈系列制导炸弹。
直-10的主要空对空导弹是天燕-90相較於他國直升机通常采用的基於便携式防空導彈的空對空導彈相比，天燕-90的重量更重，杀伤力更大，射程也更远。
直-10還可发射多种非制导和制导火箭。短翼下方总共可以挂裝四个火箭巢，例如19管57 mm（2.244英寸）火箭巢；7管70 mm（2.756英寸）火蛇火箭巢 （配備火蛇70A 70 mm（2.756英寸）制導火箭彈或火蛇70B 70 mm（2.756英寸）空爆破片火箭彈）；19管70 mm（2.756英寸）破片火箭吊舱；7管90 mm（3.543英寸）火箭吊舱（配備火蛇90A 90 mm（3.543英寸）火箭或天箭系列90 mm（3.543英寸）火箭彈）。 除了常见的口径外，该直升机还可以携带從20 mm（0.787英寸）至130 mm（5.118英寸）各類口徑的火箭彈。
除了携帶武器外，直-10還可以携带KG300G电子战吊舱，提供前綫電子戰和資訊自衛功能。直-10還可以挂載外部油箱以增加轉場距离。直-10还可以吊挂全地形车，为特種部隊提供運輸和火力支援。直-10的吊挂能力約在3吨左右。

## 型号

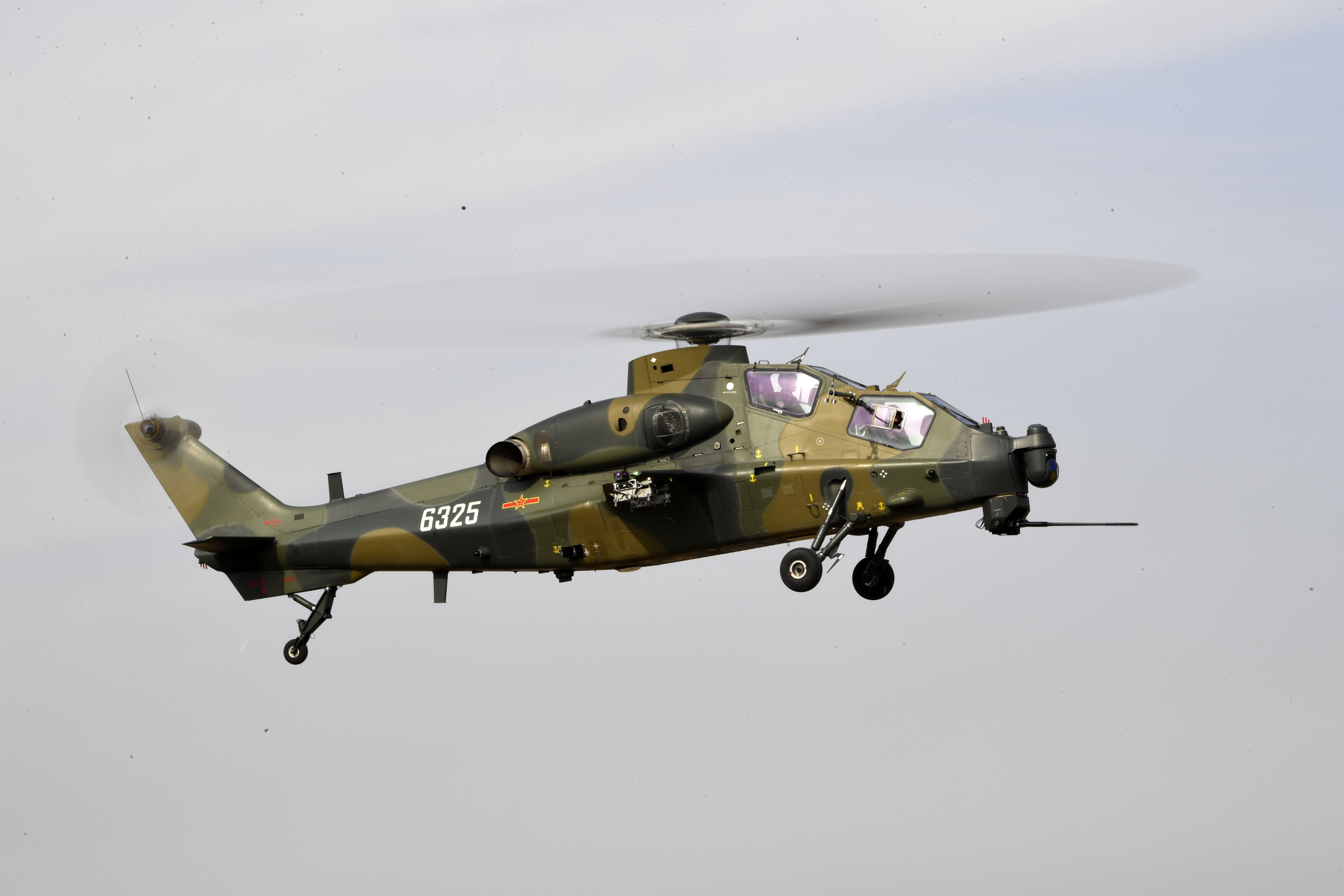
中国空军的直-10K

直-10原型机
用于基本测试。原型机的布局并非全部相同，有的采用涵道尾桨，有的采用传统尾桨；有的采用下方炮塔，有的采用链炮；有的采用机头安装光电系统，有的采用桅杆安装光电系统。
直-10H
预生产系列，由加拿大普惠公司PT6C-76涡轮轴发动机提供动力。
直-10
直-10标准型采用中国国产涡轴-9发动机。
直-10升级型
包括更强大的涡轴-9发动机、支持数据链的新型导弹、陶瓷/石墨烯附加装甲板（装甲安装在飞行员和炮手的肩部位置）、导弹接近告警系统、红外对抗系统和朝上的发动机排气口。直-10升级型安装了朝上的新型发动机排气口以减少直升机的红外信号。在发动机罩和驾驶舱窗户下面安装了额外的装甲板。还添加了新型敌我识别系统和北斗卫星导航系统天线，以便更好地进行联合作战。大部分升级項目都源自於直-10ME项目。
直-10K
直-10K是应人民解放军空军空降部队的要求，由标准型改装而成，配备雷达告警接收机RWR。
直-10KH
专供驻港部队，相比标准型Z-10K，Z-10KH驾驶舱外侧出厂就标配装甲板，同时发动机舱侧壁和下方也预留了装甲安装基座。为适应香港多山和多海的飞行环境，Z-10KH还加装了CPI坠机位置指示器，可由机组手动激活，也能在发生事故撞击地面或落水时自动脱落启动，向外发送应急信号的信标，便于搜救人员发现。
直-10出口實驗版
为巴基斯坦制造的3架样品，采用初版涡轴-9发动机，功率为930 kW（1,250 shp）。因爲高原情況下發動機功率不足，巴基斯坦在评估后没有选择购入。
直-10ME（2018）
深度改造出口版本。2018年首次亮相的升级型，代號“直-10ME-01”該版本改進自巴基斯坦競標后獲得的反饋，配备了主动和被动对抗系统、导弹接近告警系统、雷达告警接收器、朝上的新型发动机排气口以减少红外信号、新型进气过滤系统、更强大的涡轴-9G 1200千瓦发动机、更大的弹药仓、附加的石墨烯装甲板、红外干扰器和新型敌我识别询问器。在2018年珠海航展展出。浴火毫米波雷達也可以裝在ME-01的主旋翼頂端。直-10ME-01的很多改進最終都應用于解放軍自用版的直-10升級中。
直-10ME（2021）
Z-10ME的改進版，首見于2021年，是ME系列的第二個原型機，代號“直-10ME-02”。該型號于2024年展示于新加坡航展。該型號擁有全新的機載航電系統。包含多個主動電子掃描陣列雷達，可以提供被動探測，主動掃描，導彈告警和主動干擾功能。主旋翼頂部安裝了浴火毫米波雷達。除了雷達意外，直-10ME-02還更新了全新的光電對抗系統以及主動式激光干擾系統用以抵禦紅外導彈的攻擊。該機型的雷達和廣電系統可以統合资讯，提供全面的主動、被動防禦。

## 装备情况
- 中华人民共和国
  - 东部战区：陆航5旅、陆航10团
  - 南部战区：陆航6旅
  - 中部战区：陆航8旅、“风雷”作战表演队
  - 北部战区：陆航9旅、陆航7团

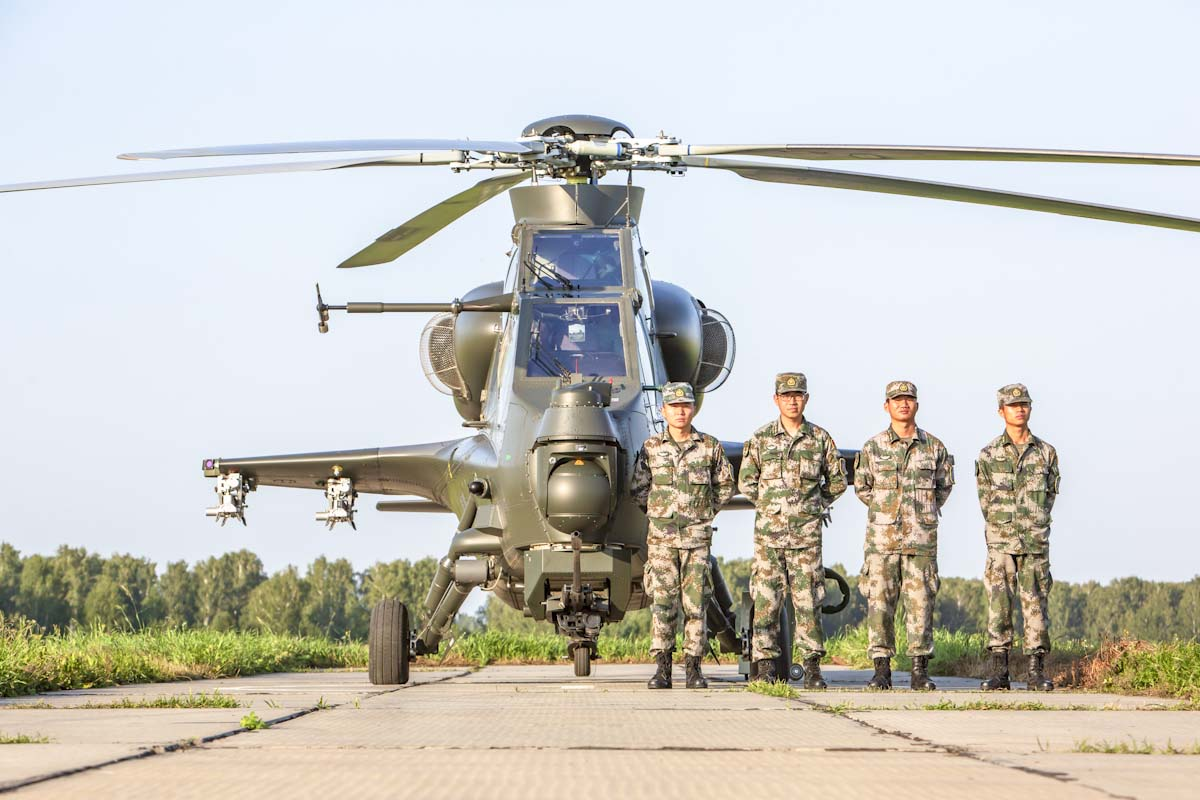
解放军陆军的直-10地勤团队

  - 西部战区：陆航3旅、第21集团军第13陆航团、陆航2旅

其他各大战区甲级集团军及相应乙级集团军均有装备，数量不详。
- 巴基斯坦
  - 巴基斯坦陸軍

2015年中旬杭州电视台披露，3架直10已經前往巴基斯坦，並由當地飛行員駕駛，幾乎可以確定是贈與巴軍進行反恐作戰，期間並與美國製的AH-1眼鏡蛇直升機混合行動，透過此次軍援外交合作中方可以從實戰經驗得知飛機的優缺點，並可以和美軍武裝直升機進行差異比較，可說是寶貴經驗，對於新一代直-10的改型有助益，2016年巴方國慶閱兵式上，直-10出現在空中隊伍。因爲初版渦軸-9A發動機動力不足，巴基斯坦沒有選擇直-10.。巴基斯坦最終選擇的是引擎、航電升級後的直-10ME。

## 事故
2014年3月4日，一架直-10在渭南上空失事，坠落农田，两名飞行员受伤。
2019年4月26日，先后两次参加国庆阅兵和朱日和阅兵的特级飞行员查显伟上校在执行直-10飞行训练任务时坠毁，不幸身亡，另一名飞行员受重伤。

## 性能参数
参考资料：
基本信息
- 机组：2

性能
- 推重比：*Maximum acceleration: +3 g (29 m/s²)

武器

- 機槍：

  - 23毫米機炮
  - 25毫米M242巨蝮式鏈炮（逆向工程仿製型）
  - 30毫米ZPT-99機炮（希普諾夫2A72機炮仿製型）
  - 35毫米QLZ-04／40毫米LG3自动榴弹发射器
  - 12.7／14.5毫米加特林机枪
- 外挂点：4
- 火箭彈：57毫米或90毫米多管火箭发射器
- 飛彈：

  - 最多16枚AKD-10 反坦克导弹／空对地导弹／反直升機导弹
  - 最多16枚AKD-9 反坦克导弹
  - 最多16枚红箭-8 反坦克导弹
  - 最多16枚天燕-90 空对空导弹
  - 最多4枚霹雳-5 空对空导弹
  - 最多4枚霹雳-9 空对空导弹

航電

- YH毫米波火控雷达
- 头盔显示器连夜视仪
- BM/KG300G自我保护干扰筴舱
- 蓝天导航筴舱
- KZ900侦察筴舱
- YH-96电子战系统

## 流行文化
- 在游戏《战地2》中，直-10作为中国人民解放军的武装直升机出现。由于当时开发团队缺乏直-10的相关资料，因此采用了奧古斯塔A129野馬直升機的外观。
- 在游戏《闪点行动：龙之崛起》和《闪点行动：红河》中，直-10作为中国人民解放军的武装直升机亮相。
- 在游戏《家園戰線》中，直-10被设定为朝鮮人民军的武装直升机。
- 在游戏《生化危機6》中，直-10作为新保护伞组织在中国场景中的武装直升机出现。
- 在游戏《戰地風雲4》中，直-10作为中国人民解放军的武装直升机登场，奇特的是其武器配置包括九頭蛇70航空火箭彈（默认）、祖尼火箭（解锁后）以及BGM-71拖式飛彈（解锁后）。
- 在电影《战狼》中，直-10有亮相。
- 在电视剧《陆军一号》中，直-10是陆航突击旅的核心装备，剧中称该机型已经换装了国产新型发动机，功率与AH-64相同，年产量达到上百架。
- 在电视剧《特種兵之火鳳凰》和《特種兵之霹靂火》中，直-10作为特种部队的支援武器使用。
- 在游戏《战争雷霆》中，直-10作为中国七级攻击直升机，于“智械纪元”版本中推出。